# Pomorzany (Olkusz)
Pomorzany – część miasta Olkusza (SIMC 0941895), w województwie małopolskim, w powiecie olkuskim. Do 1973 samodzielna wieś.
Leżą w północno-zachodniej części miasta. Ciągną się na długości 2,7 km wzdłuż ulicy Długiej od Starego Olkusza do północnej granicy miasta przy wylocie na Bogucin Duży.
Pomorzany stanowiły do 1954 gromadę w gminie Rabsztyn w powiecie olkuskim, początkowo w województwie kieleckim, a od 18 sierpnia 1945 w  województwie krakowskim. Po wojnie stanowiły jedną z 14 gromad gminy Rabsztyn.
W związku z reformą znoszącą gminy jesienią 1954 roku, Pomorzany weszły w skład gromady Pomorzany, a po jej zniesieniu 1 stycznia 1969 – do gromady Bolesław.
1 stycznia 1973, w związku z kolejną reformą znoszącą gromady, większą część Pomorzan (obejmującą Stary Olkusz, Dodatki Pomorskie, Piaski, Stoczki, grunty PKP i lasy państwowe Nadleśnictwa Olkusz o łącznej powierzchni 574,85 ha) włączono do Olkusza.